# Papyrus Graecus Holmiensis
Papyrus Graecus Holmiensis, også kendt som Stockholm-papyrussen, dateres til ca. 300 e.Kr. og indeholdt håndværksinstruktioner på dimotiki.  Stockholm-papyrussen indeholder 154 instruktioner i farvning af stof og ædelsten, rensning af perler og imitation af guld og sølv. Nogle af dem kan oprindeligt være fra Pseudo-Demokrit. Zosimos af Panopolis, en græsk alkemist fra ca. 100 e.Kr., angiver lignende instruktioner. Oversættelser af flere af disse instruktioner findes i middelalderlige latinske samlinger, især Mappae clavicula.
Leyden X-papyrussen henter fra de samme (eller lignende) kilder, og skrives i en lignende (muligvis den samme) hånd. Stockholm-papyrussen blev fundet sammen med Leyden X-papyrussen, og Anastasi donerede den til Sverige i 1832. Den blev første gang udgivet af Otto Lagercrantz i 1913.

## Fodnoter
1. ↑  Caley, E. R. (1927) “The Stockholm Papyrus : An English Translation with brief notes”  Journal of Chemical Education  IV:8 : 979-1002.
2. ↑  "Papyrus Graecus Holmiensis". World Digital Library. Hentet 2014-11-25.